# 希夫朗日
希夫朗日（法語：Schifflange，[ʃiflɑ̃ʒ]，[ˈʃɪflɪŋən]，[ˈʃəfleŋ] ⓘ）是卢森堡西南部的市镇，属于阿尔泽特河畔埃施县。 
希夫朗日于1876年8月15日从市镇阿尔泽特河畔埃施划出成立。成立希夫朗日的法律于1876年7月6日获得通过。

## 知名人士
- 吉勒斯·米勒，ATP Tour俱乐部网球选手 。
- 米拉莱姆·皮亚尼奇，FC Schifflange 95俱乐部的足球运动员[1]
- 莫妮克·沙伊尔-施奈德（Monique Scheier-Schneider），卢森堡冰上曲棍球联合会秘书[2]

## 姊妹城市
希夫朗日与以下城市为友好关系：
- 法國 德吕瑟奈姆